# Niederhornbach
Niederhornbach ist ein Ortsteil des Marktes Pfeffenhausen im niederbayerischen Landkreis Landshut.

## Geographie und Verkehrsanbindung
Das Pfarrdorf liegt nordwestlich des Kernortes Pfeffenhausen an der Kreisstraße LA 41. Unweit nördlich und östlich verläuft die B 299. Durch den Ort fließt der Hornbacher Bach.

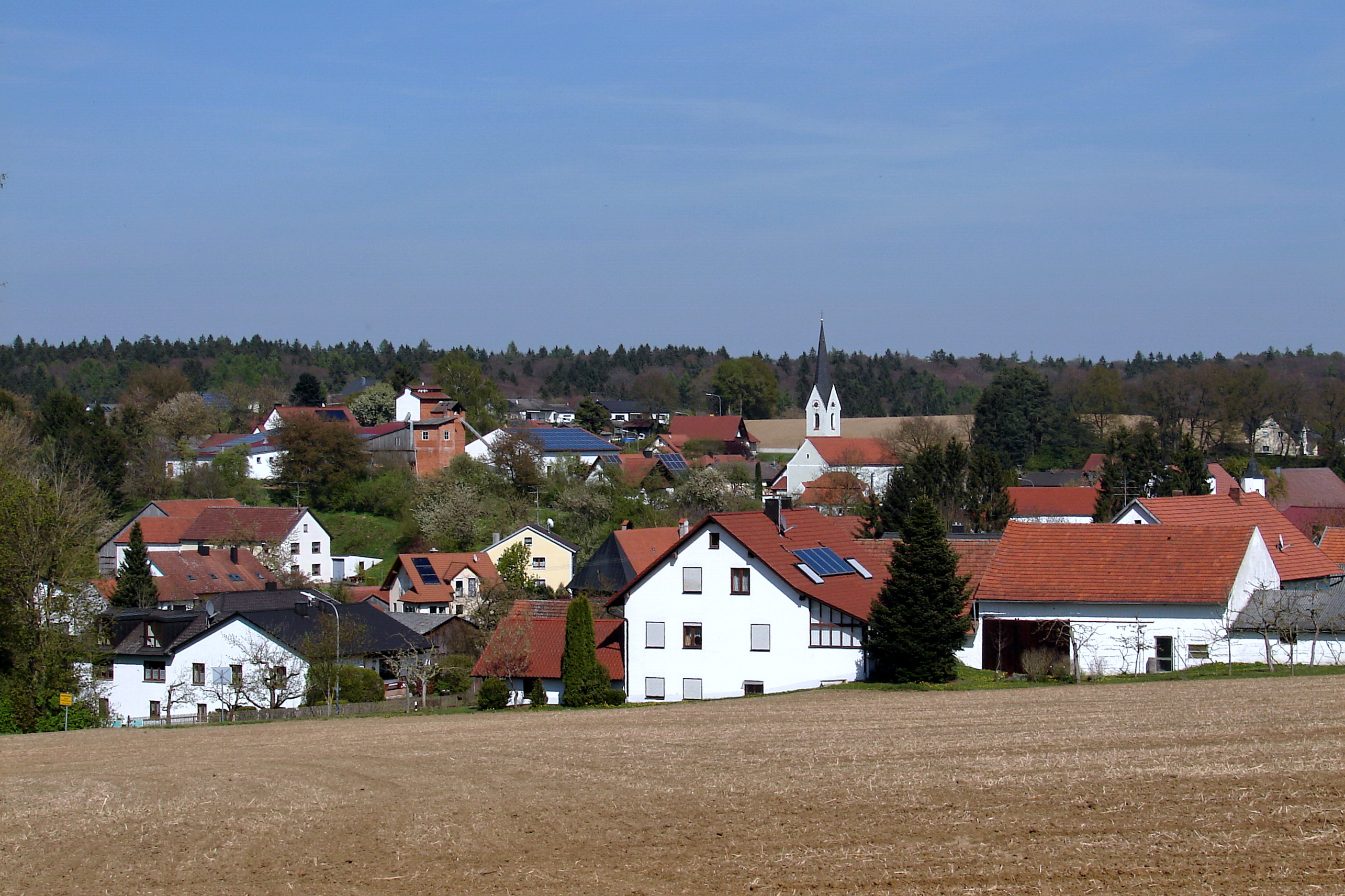
Ortsansicht von Niederhornbach

## Geschichte
Die erste urkundliche Erwähnung des Ortes erfolgte im Jahr 868 im Zuge einer Schenkung von David und seiner Gattin Erhilt von Hornbach an das Kloster St. Emmeram in Regensburg. Das Patronatsrecht über die Kirche in Hornbach lag bis 1246 beim Domkapitel Regensburg, welches es dann an das Kloster Ebersberg übertrug. 1253 wurde Hornbach durch Bischof Albert von Regensburg vom Pfarrsprengel Pfeffenhausen abgetrennt und selbstständige Pfarrei.
Hornbach bildete eine Hofmark im Besitz von Kloster Ebersberg, das seit der Mitte des 15. Jahrhunderts die Maroldinger damit belehnte. Die beiden letzten jungen Maroldinger blieben 1636 im Dreißigjährigen Krieg. Aus ihren an den Landesherrn heimgefallenen Gütern schenkte der Kurfürst die Hofmark den Jesuiten. Sie sollte zuerst den Münchner Jesuiten zukommen, fiel 1639 an das Jesuitenkolleg Landshut und unterstand dann von 1652/1658 bis zur Auflösung des Jesuitenordens 1773 dem Jesuitenkolleg München. Gegen Ende des 18. Jahrhunderts gehörte die Hofmark Hornbach den Grafen von Lodron.
Die Gemeinde Niederhornbach entstand aus dem Steuerdistrikt Hornbach, gehörte zum Landgericht Rottenburg, Bezirksamt Rottenburg und schließlich zum Landkreis Rottenburg an der Laaber. Sie wurde im Zuge der Gebietsreform in Bayern zum 1. Mai 1978 in den Markt Pfeffenhausen eingegliedert.

## Sehenswürdigkeiten
In der Liste der Baudenkmäler in Pfeffenhausen sind für Niederhornbach fünf Baudenkmäler aufgeführt:
- Die katholische Pfarrkirche St. Laurentius ist eine Saalkirche. Der Barockbau stammt aus dem Jahr 1694. Der nördliche Chorflankenturm trägt einen Spitzhelm.
- Das Schloss (Kirchstraße 5) ist eine Dreiflügelanlage über einem mittelalterlichen Kern. Der Wiederaufbau erfolgte im Jahr 1665. Das Hauptgebäude ist ein zweigeschossiger Massivbau mit Satteldach und zwei Ecktürmen; der Ostflügel mit Laubengang und Arkaden zum Hof.
- Der Einfirsthof (Herrngasse 4) ist ein eingeschossiger und teilweise getünchter Blockbau mit Greddach, Giebellaube und Kuchlkammer. Er wurde Ende des 17. Jahrhunderts errichtet.
- Das ehemalige Pfarrhaus (Herrngasse 5) ist ein zweigeschossiger Blockbau mit Walm- und Halbwalmdach aus der zweiten Hälfte des 17. Jahrhunderts.
- Das Kleinhaus (Schloßweg 2) ist ein eingeschossiges Gebäude mit Mansardwalmdach aus der Zeit um 1800.

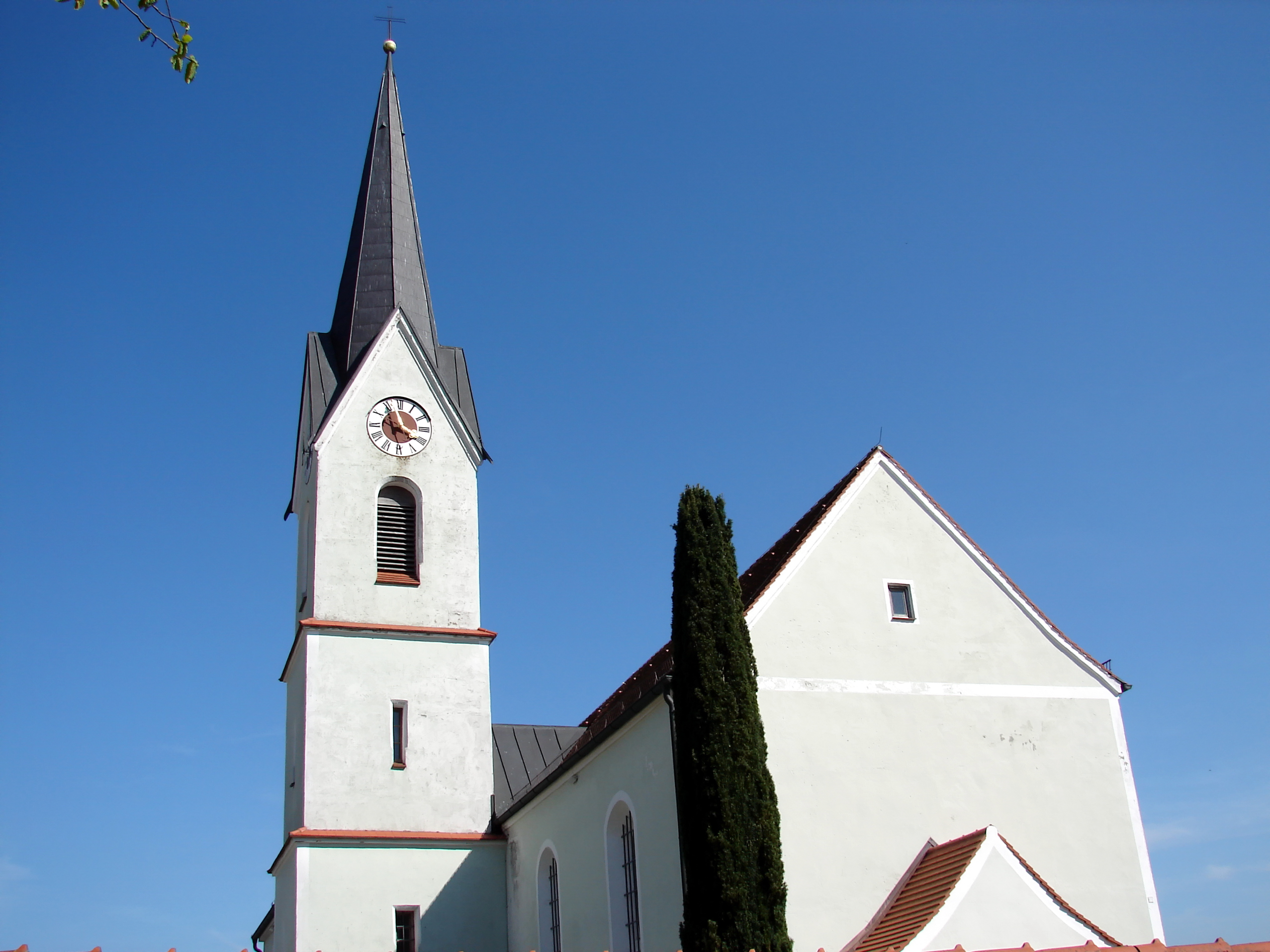
Pfarrkirche St. Laurentius
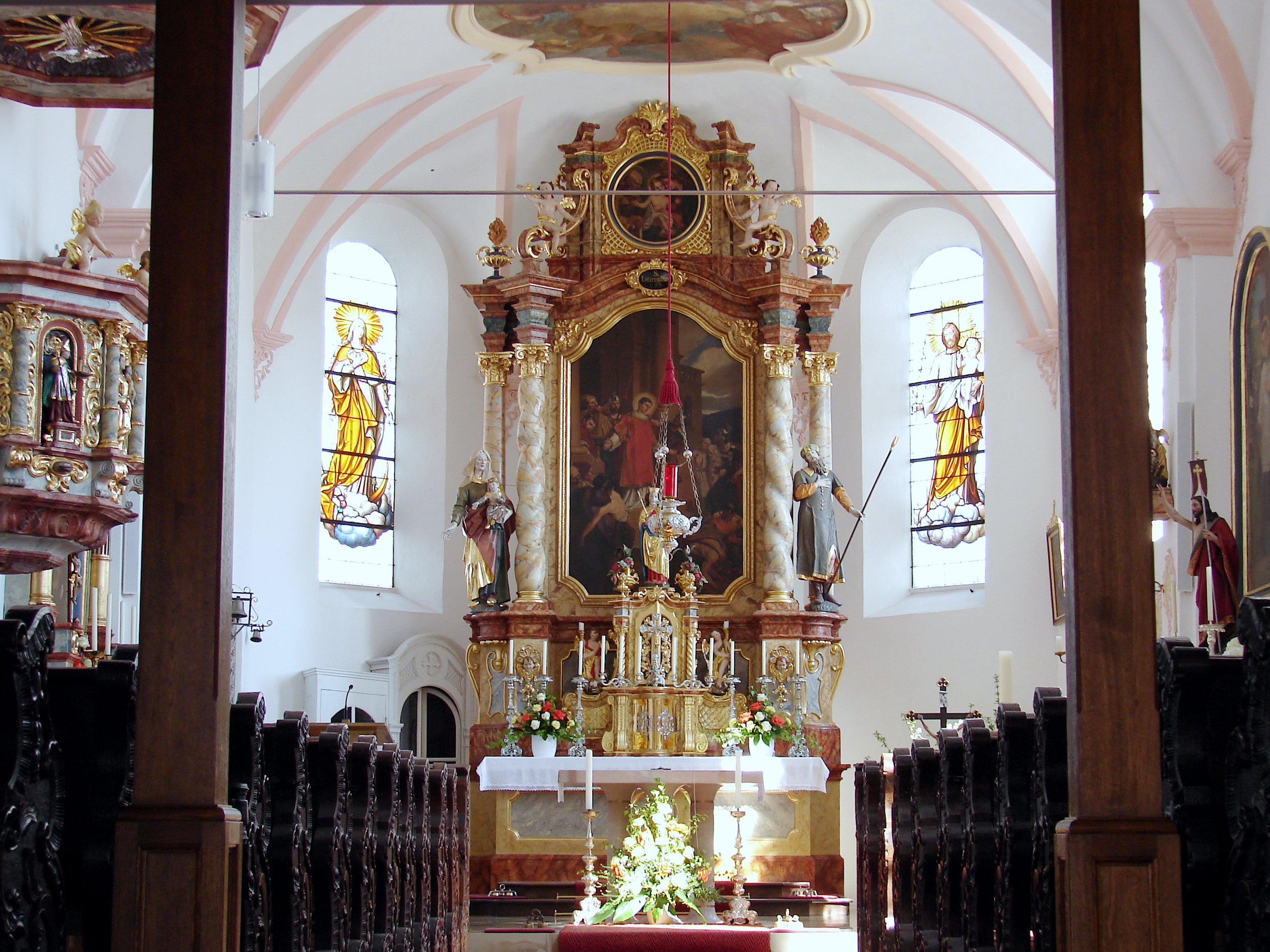
Pfarrkirche St. Laurentius: Innenraum
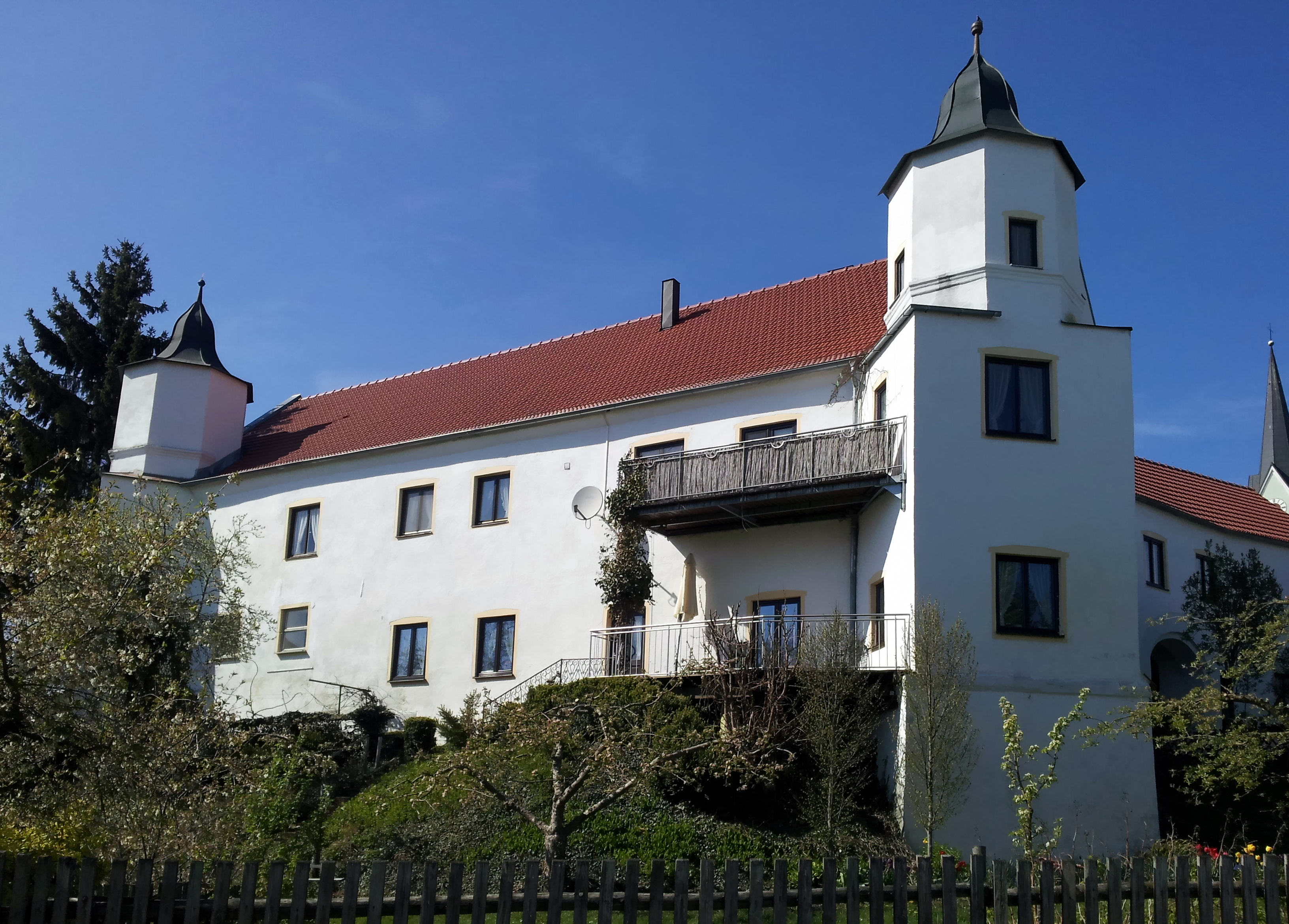
Schloss Niederhornbach

## Vereine
- Freiwillige Feuerwehr Niederhornbach
- Gartenbauverein Niederhornbach
- Katholische Landjugend Niederhornbach
- Katholische Landvolkbewegung Niederhornbach
- Krieger- u. Soldatenkameradschaft Niederhornbach e. V.
- Sportverein Hornbach e. V.

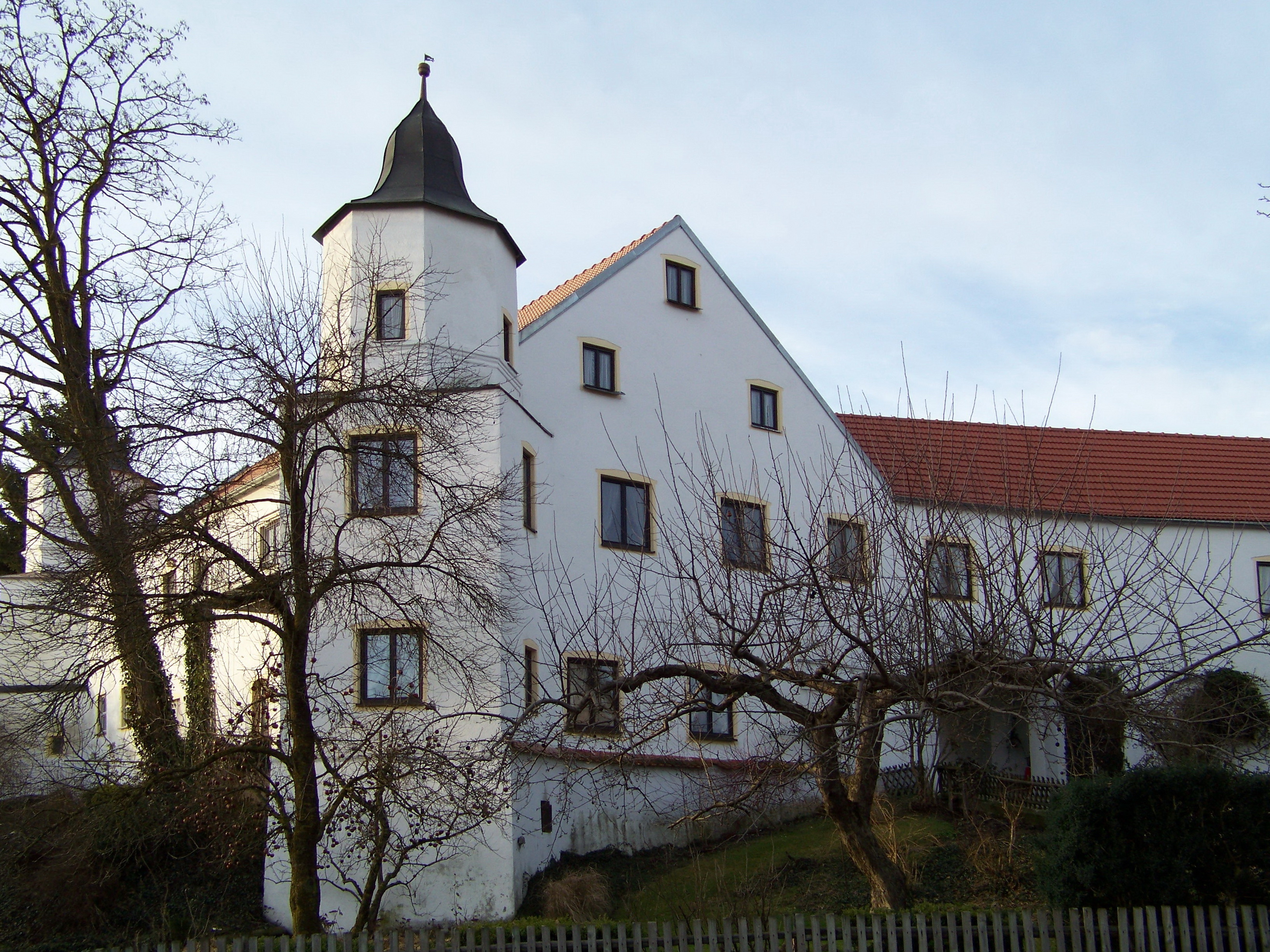
Schloss
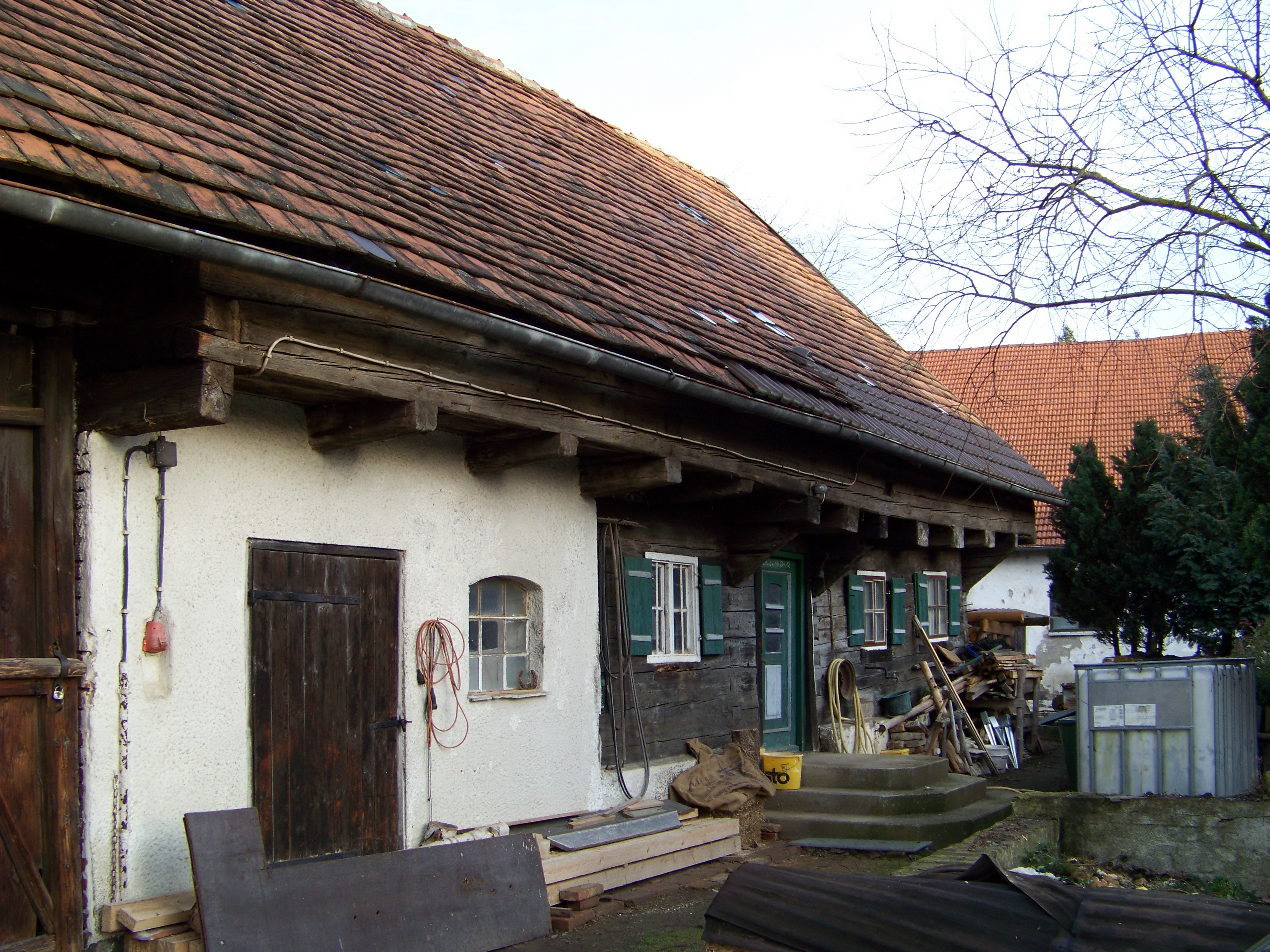
Denkmalgeschützter Einfirsthof
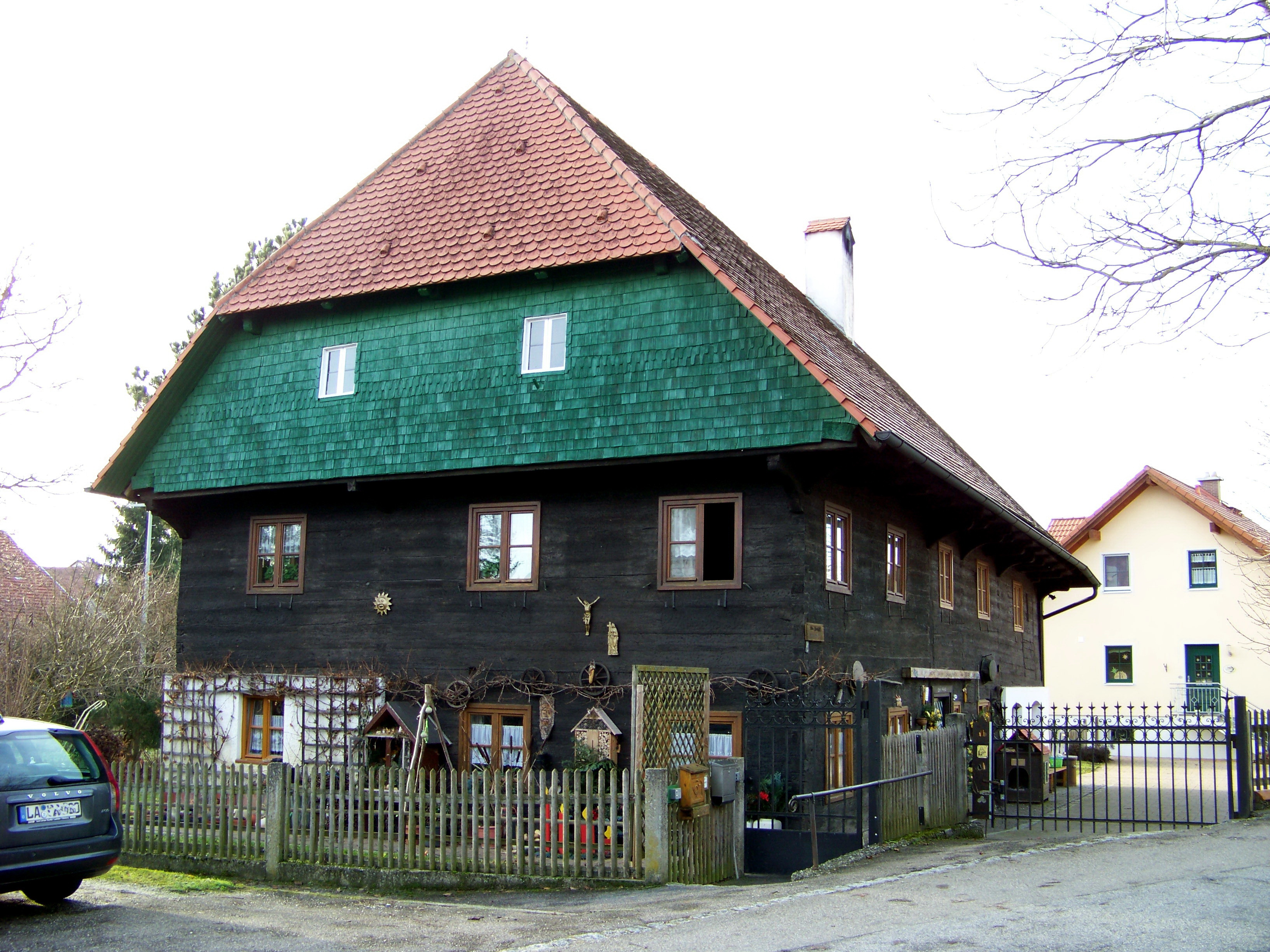
Ehemaliges Pfarrhaus
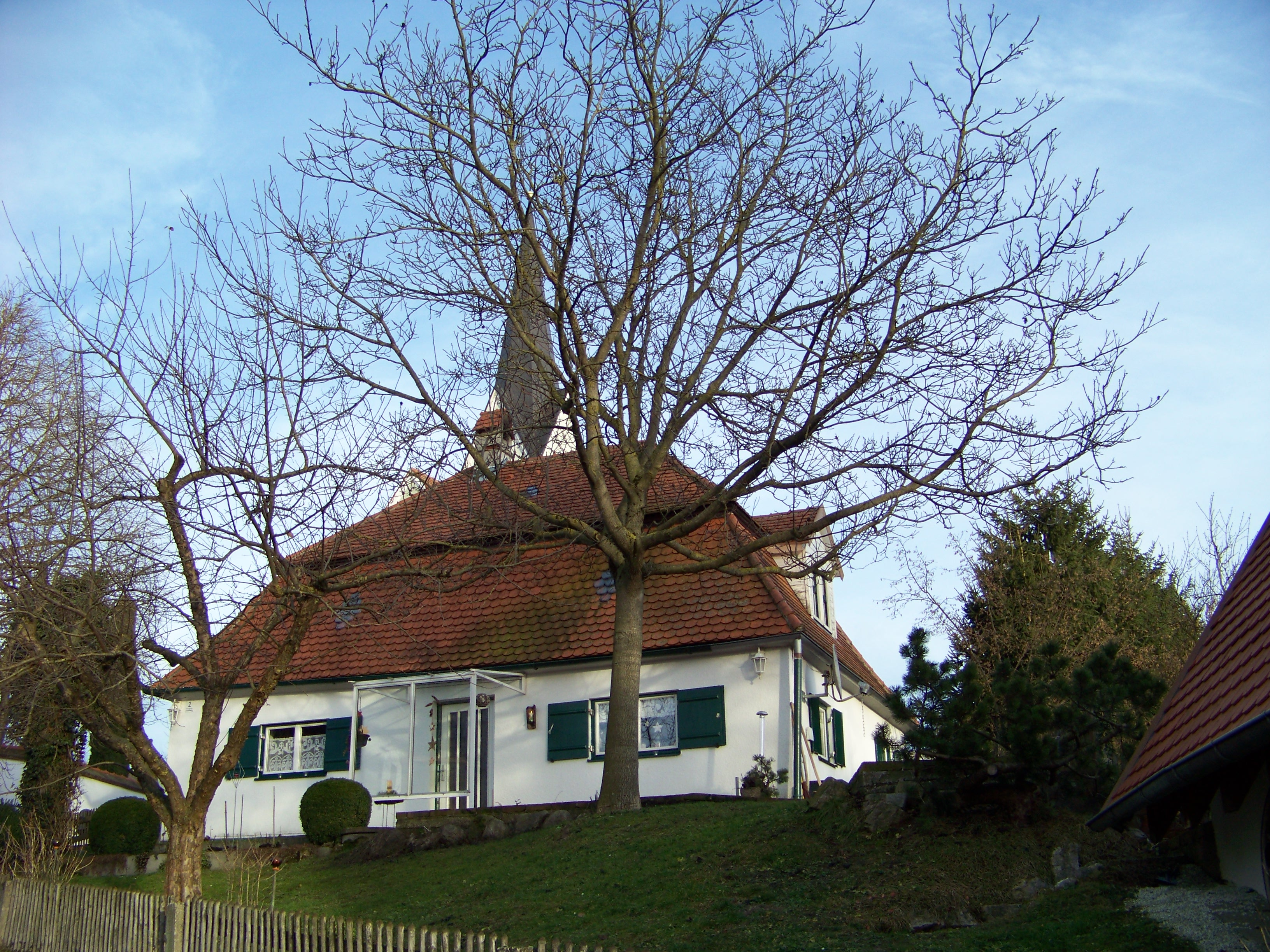
Denkmalgeschütztes Kleinhaus, Baujahr um 1800